# 長蛇座R

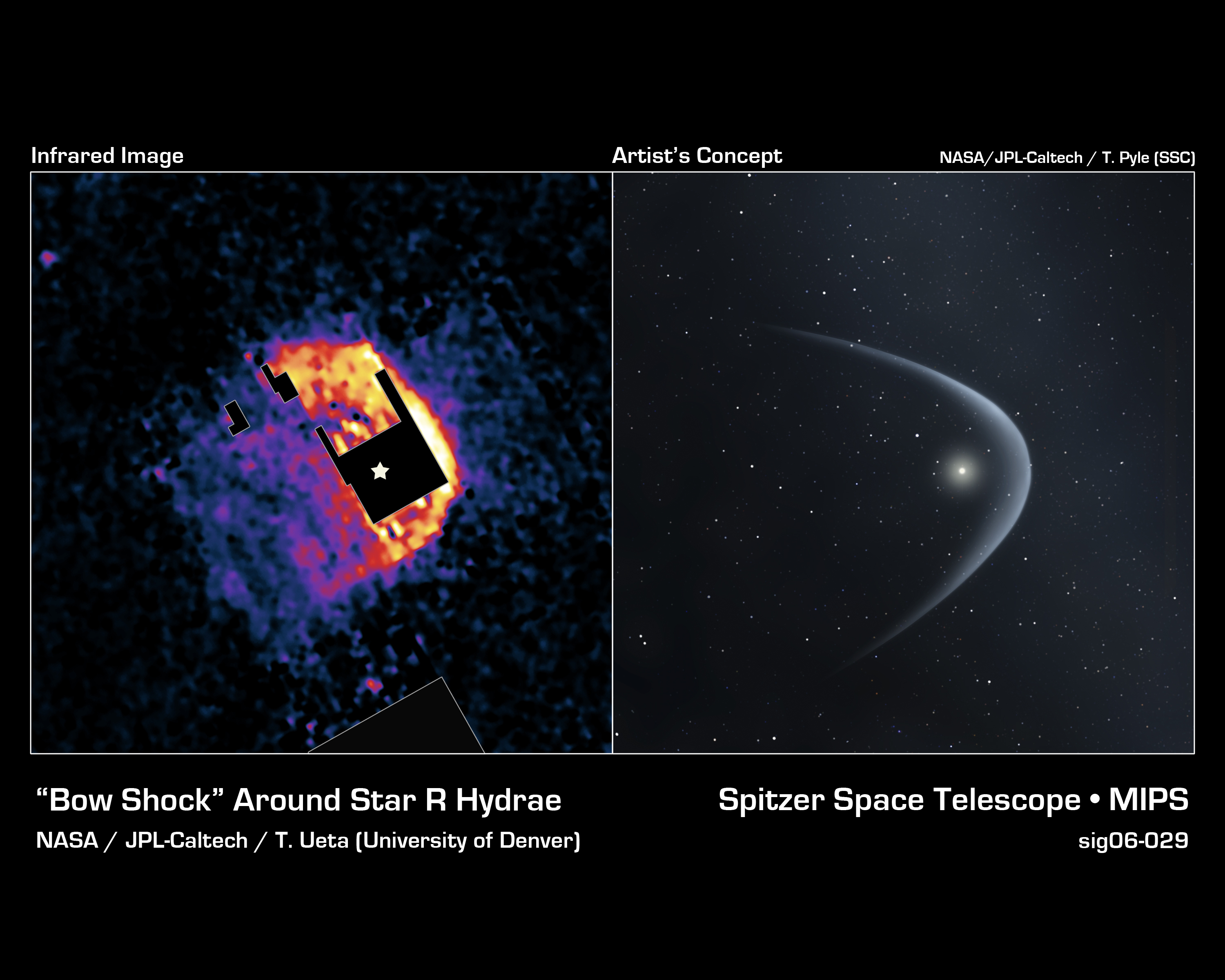
長蛇座 R的弓形震波。

長蛇座 R 是在長蛇座的一顆米拉型變星。
長蛇座 R的星等變化從3.21等至11.00等，週期為389天。長蛇座 R
的週期會是緩慢的變化。 
在最大亮度時，這顆變星可以用裸眼看見，而在最暗時至少要口徑5公分的望遠鏡才能看見。
長蛇座 R與地球的距離大約是2,000光年，它的光譜分類是M7IIIe.。

## 外部連結
- AAVSO Variable Star of the Month. May 2002: R Hydrae （页面存档备份，存于）
- AAVSO的尋星圖 （页面存档备份，存于）。